# Mut zur Entscheidung – Lakshya
Mut zur Entscheidung – Lakshya (deutsch Ziel) ist ein indischer Kriegsfilm von Farhan Akhtar aus dem Jahr 2004. Dieser Hindi-Film spielt vor dem Hintergrund des Kargil-Krieges. Lakshya – Mut zur Entscheidung ist der DVD-Titel.

## Handlung
Karan Shergil ist ein junger Mann, der keine Pläne für die Zukunft hat. Seine Freundin Romila dagegen ist sehr ehrgeizig und engagiert. Eines Tages entschließt sich Karan, etwas mit seinem Leben anzufangen, und geht gegen den Willen seiner Eltern zum Militär. Er nimmt die Situation beim Militär aber nicht ernst und bricht die Ausbildung nach ein paar Tagen ab. Seine Familie ist von ihm enttäuscht und seine Freundin Romila will nichts mehr mit ihm zu tun haben. Daraufhin beschließt Karan, wieder dem Militär beizutreten und sich diesmal mehr anzustrengen.
Nach langer Ausbildung ist er Offizier und wird an die Front in den Bergen von Kaschmir geschickt. Romila hat in der Zeit ihren Traumjob als Journalistin im Fernsehen bekommen.
Karans Aufgabe ist es, unter dem Kommando von Col. Sunil Damles einen strategisch wichtigen Berggipfel zu erobern, der von pakistanischen Truppen besetzt ist. Romila, die mittlerweile verlobt ist, ist ebenfalls dort, um Berichte für das Fernsehen zu machen.
Karan gelingt es mit schweren Verlusten in seiner Truppe, den Gipfel nach harten Widerstand zu erobern.

## Hintergrund
Der Film war nach Dil Chahta Hai Farhan Akhtars zweites Werk als Regisseur.

## Auszeichnungen
Lakshya wurde zweimal mit dem Filmfare Award ausgezeichnet, in den Kategorien Best Cinematographer und Best Choreography.